# 학력인정 평생교육시설
학력인정 평생교육시설은 평생교육법 제31조제2항에 의거 학교형태의 평생교육시설 중 고등학교졸업 이하의 학력이 인정되는 시설을 말한다.

## 고등학교학력인정의 평생교육시설 사건
청구인들은 중학교졸업예정자로서, 중학교졸업 후 학교형태의 평생교육시설인 미용고등학교에 입학하려고 하였으나 만 16세를 넘은 자만 2년제 미용고에 입학할 수 있도록 규정하고 있어, 중학교 졸업 이후에는 만 16세가 되지 못하여, 곧바로 위 학교에 입학할 수 없게 되어, 위 시행령조항이 청구인들의 평등권, 교육을 받을 권리, 직업의 자유, 행복추구권을 침해하였다고 주장하면서 헌법소원심판을 청구하였다.
헌법 및 교육기본법상의 의무교육제도와 결부시켜 볼 때, 모든 국민은 학교의 정규교육과정을 받는 것을 원칙으로 하되, 그 보충적, 보완적 방법으로 평생교육제도가 마련되어 있다.
헌법 제31조 제5항은 "국가는 평생교육을 진흥하여야 한다"고 규정하고, 제6항은 "학교교육 및 평생교육을 포함한 교육제도와 그 운영, 교육재정 및 교원의 지위에 관한 기본적인 사항은 법률로 정한다고 규정하고 있어 학교교육 및 평생교육을 준별하고 있고, 교육기본법도 양자를 구별하여 정하고 있어, 평생교육은 학교교육 이외에 취미활동이나 취업 등을 이유로 한 계속학습의 형태로 이해되고 있으며, 국민의 교육을 받을 권리 등 다른 기본권을 침해하지 아니하는 한, 원칙적으로 교육제도의 형성에 관하여 입법자의 정책적 판단 및 선택권은 널리 인정된다고 할 것이다.
평생교육제도의 일환으로 만들어진 학교형태의 평생교육시설이 원래의 목적과 달리 고등학교를 보다 일찍 졸업하기 위한 수단으로 이용되는 것을 방지할 목적은 정당하다.

## 같이 보기
- 전공대학